# Черных, Николай Иннокентьевич
Николай Иннокентьевич Черных (15 июня 1923, Нижнеилимский район — 1996, Симферополь) — командир взвода инженерно-минной роты 120-го гвардейского отдельного сапёрного батальона (6-й гвардейский танковый корпус, 3-я гвардейская танковая армия, 1-й Украинский фронт), гвардии полковник. Герой Советского Союза.

## Биография
Родился 15 июня 1923 года в деревне Игнатьево ныне Нижнеилимского района Иркутской области в семье крестьянина. Русский. Окончил 10 классов в Нижнеилимске. Работал финансовым агентом в райфинотделе.
В Красную Армию призван в сентябре 1941 года. Служил в 551-м стрелковом полку, учился на ускоренных курсах младших командиров в Забайкальском военном округе. В 1943 году окончил Черниговское военно-инженерное училище, эвакуированное в Иркутск. Вступил в ВКП(б) в 1943 году.
В действующей армии — с июля 1943 года, в 127-м отдельном сапёрном батальоне 12-го танкового корпуса (который с 26 июля 1943 года стал 6-м гвардейским танковым корпусом). Тогда же 127-й отдельный сапёрный батальон стал 120-м гвардейским отдельным сапёрным батальоном.
Отличился в боях по освобождению столицы Украины города Киева. В наступательных боях с 3 по 7 ноября 1943 года под Киевом продвигался со своим взводом в боевых порядках танковой части. Провёл разведку инженерных заграждений противника в его тылу в районе села Святошино (ныне в черте Киева). Неоднократно минировал вражеские коммуникации, устраивал проходы для наступающих войск в минных полях противника.
Указом Президиума Верховного Совета СССР «О присвоении звания Героя Советского Союза генералам, офицерскому, сержантскому и рядовому составу Красной Армии» от 10 января 1944 года за «образцовое выполнение боевых заданий командования на фронте борьбы с немецко-фашистскими захватчиками и проявленные при этом отвагу и геройство» удостоен звания Героя Советского Союза с вручением ордена Ленина и медали «Золотая Звезда» (№ 2123).
К 1945 году был заместителем командира 120-го гвардейского сапёрного батальона по строевой части.
Участник Парада Победы в Москве 24 июня 1945 года в составе сводного батальона танкистов, которым командовал дважды Герой Советского Союза Д. А. Драгунский.
После войны служил в Вооружённых Силах на различных командных должностях. В 1955 году окончил с отличием Военно-инженерную академию имени В. В. Куйбышева и был назначен командиром соединения. В 1976 году вышел на пенсию в звании полковника.
Жил в Симферополе. Работал заместителем директора профтехучилища по учебно-воспитательной работе. Возглавлял Центральный совет ветеранов города. Скончался 9 декабря 1996 года в Симферополе.

## Награды
Награждён орденами Ленина, Красного Знамени, двумя орденами Отечественной войны 1-й степени, двумя орденами Красной Звезды, медалями.

## Память
- Его имя присвоено общеобразовательной средней школе посёлка Новоилимск Нижнеилимского района Иркутской области.
- Имя Н. И. Черных выбито на Памятной стеле у Вечного Огня в Симферополе.
- Почётный гражданин Нижнеилимского района.
- Его именем названа улица в городе Симферополе в жилмассиве Свобода[3].